# Vantoux-et-Longevelle
Pour les articles homonymes, voir Vantoux.
Vantoux-et-Longevelle est une commune française située dans le département de la Haute-Saône, la région culturelle et historique de Franche-Comté et la région administrative Bourgogne-Franche-Comté.

## Géographie

### Situation
La commune est dans la partie sud-ouest de la Haute-Saône, avec le Doubs à 13 km (à vol d'oiseau) au sud, le Jura à 23 km au sud-ouest et la Côte-d'Or à 27 km à l'ouest,.
Vesoul (sa préfecture) est à 35 km (par la route) au nord-est, Besançon (Doubs) à 35 km sud-sud-est et la Suisse (lac des Brenets) à 110 km au sud-est.

### Communes limitrophes
Vantoux-et-Longevelle est limitrophe avec six communes.

### Climat
Pour des articles plus généraux, voir Climat de la Bourgogne-Franche-Comté et Climat de la Haute-Saône.
En 2010, le climat de la commune est de type climat des marges montargnardes, selon une étude du Centre national de la recherche scientifique s'appuyant sur une série de données couvrant la période 1971-2000. En 2020, Météo-France publie une typologie des climats de la France métropolitaine dans laquelle la commune est exposée à un climat semi-continental et est dans la région climatique  Lorraine, plateau de Langres, Morvan, caractérisée par un hiver rude (1,5 °C), des vents modérés et des brouillards fréquents en automne et hiver. 
Pour la période 1971-2000, la température annuelle moyenne est de 10,8 °C, avec une amplitude thermique annuelle de 17,5 °C. Le cumul annuel moyen de précipitations est de 1 030 mm, avec 12,7 jours de précipitations en janvier et 9,4 jours en juillet. Pour la période 1991-2020, la température moyenne annuelle observée sur la station météorologique de Météo-France la plus proche, « Bucey-lès-Gy », sur la commune de Bucey-lès-Gy à 1 km à vol d'oiseau, est de 11,6 °C et le cumul annuel moyen de précipitations est de 1 032,6 mm. 
La température maximale relevée sur cette station est de 41,5 °C, atteinte le 8 août 2003 ; la température minimale est de −23 °C, atteinte le 2 janvier 1971,,. 
Les paramètres climatiques de la commune ont été estimés pour le milieu du siècle (2041-2070) selon différents scénarios d'émission de gaz à effet de serre à partir des nouvelles projections climatiques de référence DRIAS-2020. Ils sont consultables sur un site dédié publié par Météo-France en novembre 2022.

## Urbanisme

### Typologie
Au 1er janvier 2024, Vantoux-et-Longevelle est catégorisée commune rurale à habitat dispersé, selon la nouvelle grille communale de densité à sept niveaux définie par l'Insee en 2022.
Elle est située hors unité urbaine. Par ailleurs la commune fait partie de l'aire d'attraction de Besançon, dont elle est une commune de la couronne,. Cette aire, qui regroupe 310 communes, est catégorisée dans les aires de 200 000 à moins de 700 000 habitants,.

### Occupation des sols
L'occupation des sols de la commune, telle qu'elle ressort de la base de données européenne d’occupation biophysique des sols Corine Land Cover (CLC), est marquée par l'importance des territoires agricoles (58,9 % en 2018), en diminution par rapport à 1990 (59,9 %). La répartition détaillée en 2018 est la suivante :
terres arables (42,3 %), forêts (34,8 %), zones agricoles hétérogènes (16,5 %), milieux à végétation arbustive et/ou herbacée (6,3 %), prairies (0,1 %). L'évolution de l’occupation des sols de la commune et de ses infrastructures peut être observée sur les différentes représentations cartographiques du territoire : la carte de Cassini (XVIIIe siècle), la carte d'état-major (1820-1866) et les cartes ou photos aériennes de l'IGN pour la période actuelle (1950 à aujourd'hui).

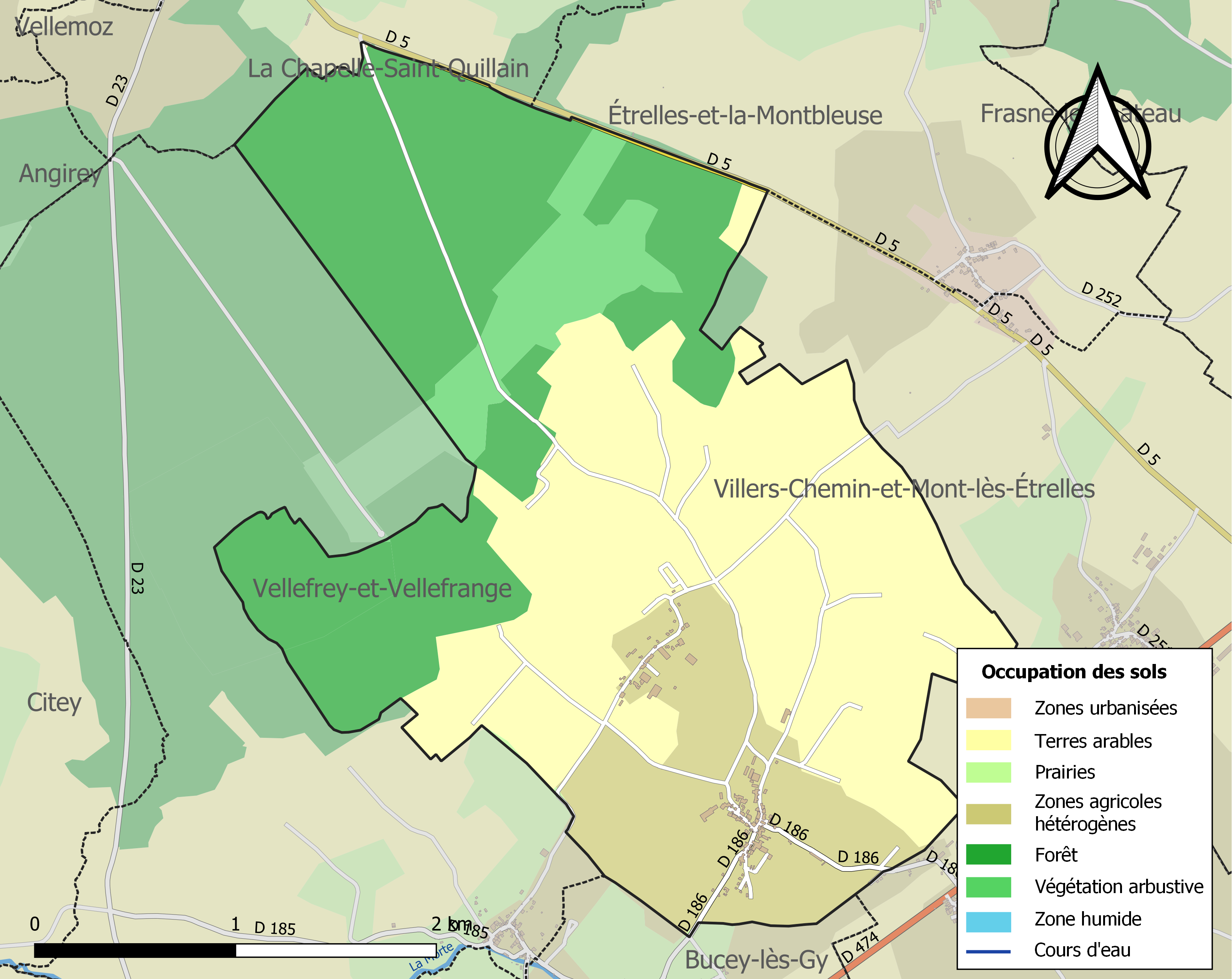
Carte des infrastructures et de l'occupation des sols de la commune en 2018 (CLC).

## Histoire

### Préhistoire
Ateliers de taille de pierre du Paléolithique supérieur et du Néolithique
Situé en bordure du bassin tertiaire de la Haute-Saône riche en silex, le territoire de la commune garde la trace d'ateliers de taille paléolithiques et néolithiques.[réf. nécessaire]

### Protohistoire
Four enterré et autres vestiges du Bronze final
En 2008, lors de sondages archéologiques préventifs préalables à la construction d'un lotissement au lieu-dit Loitre Blin (dans le périmètre d'extension de la carrière de la SARL Roux,), un four enterré a été découvert, accompagné de restes mobiliers (céramique, os brûlés, bois de cerf). La céramique associée le date du Bronze final IIIb (vers 900 av. J.-C.). Trouvé à 65 cm de profondeur, il mesure 2,80 × 1,20 m.

Four enterré de Loitre Blin
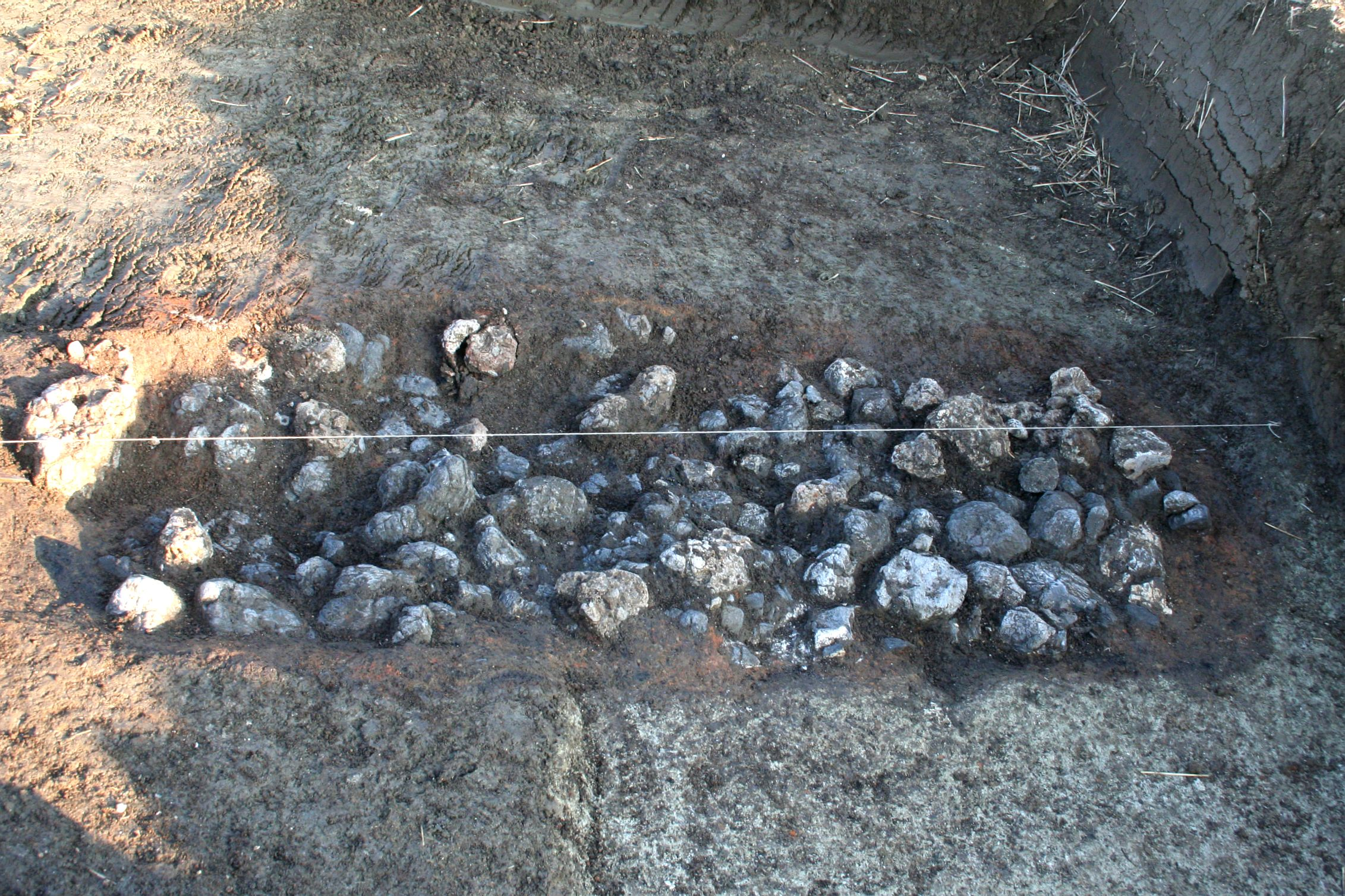
Lit de pierres calcaires et auréole de terre rubéfiée signant un four enterré.
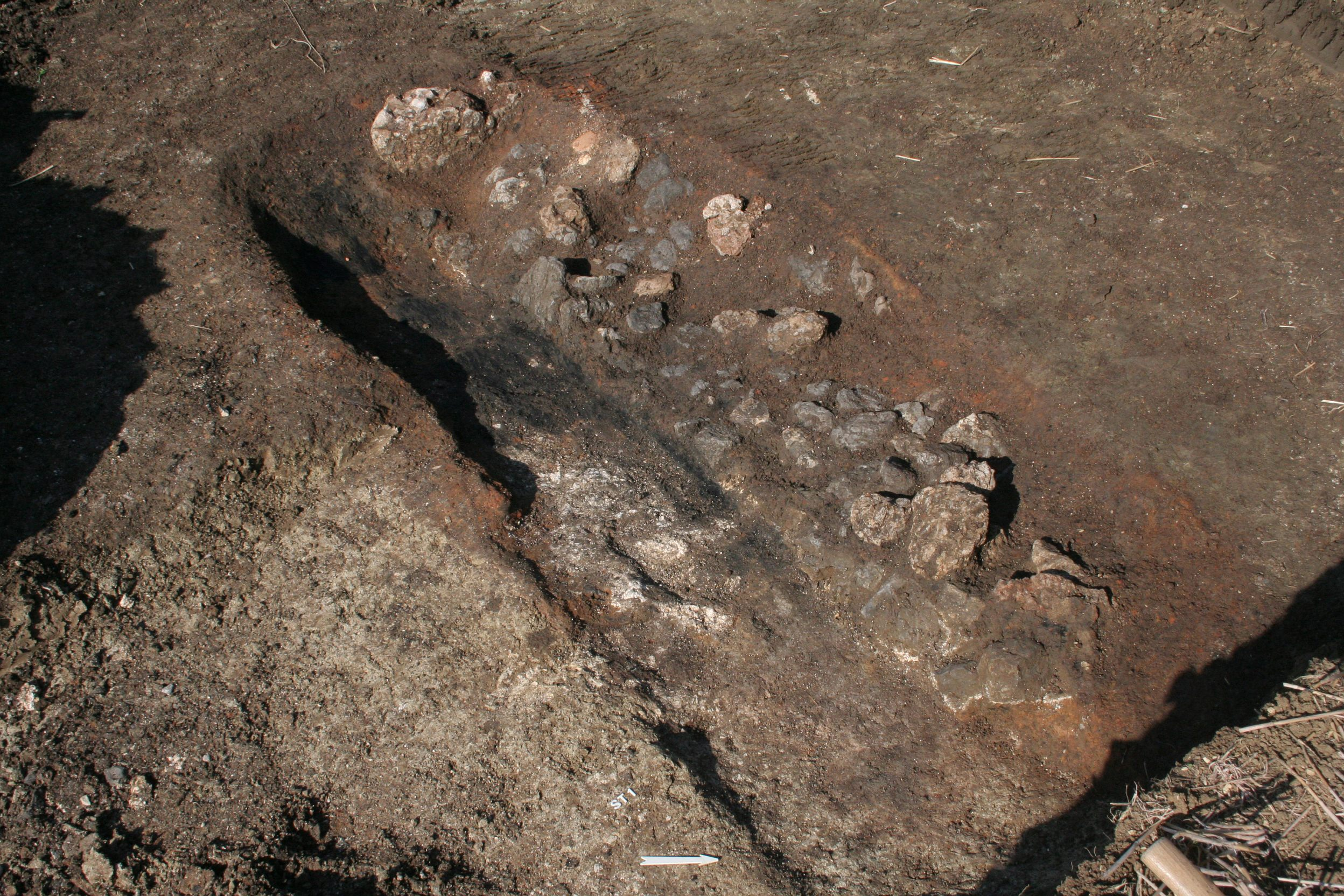
Charbons de bois et pierres, fouilles INRAP.

Nowicki (2008) rappelle les structures similaires trouvées lors des fouilles au niveau des communes de Ruffey-sur-Seille et Choisey (Jura), sur le tracé de l'A39 Dole - Bourg-en-Bresse, qui indiquent que ces fours ne sont pas isolés mais sont organisés en batterie ; et pense que d'autres fours de même type pourraient se trouver dans le prolongement du site vers le nord, hors de l'emprise de la fouille préventive programmée,.
Tumuli
Plusieurs tumuli se trouvent sur le territoire de la commune.

### Antiquité
La voie antique reliant Besançon à Langres traversait la commune.

### XIXesiècle
La commune de Vantoux-et-Longevelle est issue de la fusion des deux communes de Vantoux et Longevelle en 1806.
En 1873, sous la direction du maire François-Joseph Chausse, c'est la mairie-lavoir actuelle qui est construite.

## Politique et administration

Carte départementale représentant en rouge la communauté de communes des monts de Gy (dans sa composition de 2015).

### Rattachements administratifs et électoraux
La commune fait partie de l'arrondissement de Vesoul du département de la Haute-Saône, en région Bourgogne-Franche-Comté. Pour l'élection des députés, elle dépend de la première circonscription de la Haute-Saône.
Elle faisait partie depuis 1801 du canton de Gy. Dans le cadre du redécoupage cantonal de 2014 en France, la commune est désormais intégrée au canton de Marnay.

### Intercommunalité
La commune est membre de la communauté de communes des monts de Gy, créée le 31 décembre 1999.

### Liste des maires
| Période   | Période   | Identité                | Étiquette | Qualité                                                        |
| --------- | --------- | ----------------------- | --------- | -------------------------------------------------------------- |
| an XI     | an XIV    | Jacques Drouhot         |           |                                                                |
| an XIV    | 1815      | Jean-François Quivogne  |           |                                                                |
| 1815      | 1844      | Pierre Chausse          |           |                                                                |
| 1844      | 1848      | Pierre Gaudard          |           |                                                                |
| 1848      | 1852      | Jean-François Quiclet   |           |                                                                |
| 1852      | 1864      | Philippe Guenot         |           |                                                                |
| 1864      | 1870      | Jean-François Quiclet   |           |                                                                |
| 1870      | 1888      | François-Joseph Chausse |           |                                                                |
| 1888      | 1900      | Étienne Billot          |           |                                                                |
| 1900      | 1919      | Armand Chausse          |           |                                                                |
| 1919      | 1937      | Felix Chausse           |           |                                                                |
| 1937      | 1942      | Étienne Billot          |           | Agriculteur                                                    |
| 1942      | 1964      | Felix Chausse           |           | Agriculteur                                                    |
| 1964      | mars 1989 | Henri Guyot             |           | Retraité de l'industrie                                        |
| mars 1989 | En cours  | Laurent Rivet           |           | Producteur de sapins et de miel Réélu pour le mandat 2020-2026 |

## Population et société

### Démographie
L'évolution du nombre d'habitants est connue à travers les recensements de la population effectués dans la commune depuis 1793. Pour les communes de moins de 10 000 habitants, une enquête de recensement portant sur toute la population est réalisée tous les cinq ans, les populations de référence des années intermédiaires étant quant à elles estimées par interpolation ou extrapolation. Pour la commune, le premier recensement exhaustif entrant dans le cadre du nouveau dispositif a été réalisé en 2007.

En 2022, la commune comptait 179 habitants, en évolution de +1,7 % par rapport à 2016 (Haute-Saône : −1,4 %, France hors Mayotte : +2,11 %).
| 1793 | 1800 | 1806 | 1821 | 1831 | 1836 | 1841 | 1846 | 1851 |
| ---- | ---- | ---- | ---- | ---- | ---- | ---- | ---- | ---- |
| 357  | 381  | 367  | 419  | 460  | 450  | 450  | 426  | 445  |

| 1856 | 1861 | 1866 | 1872 | 1876 | 1881 | 1886 | 1891 | 1896 |
| ---- | ---- | ---- | ---- | ---- | ---- | ---- | ---- | ---- |
| 356  | 354  | 364  | 336  | 323  | 303  | 303  | 278  | 262  |

| 1901 | 1906 | 1911 | 1921 | 1926 | 1931 | 1936 | 1946 | 1954 |
| ---- | ---- | ---- | ---- | ---- | ---- | ---- | ---- | ---- |
| 244  | 228  | 227  | 176  | 167  | 137  | 117  | 113  | 116  |

| 1962 | 1968 | 1975 | 1982 | 1990 | 1999 | 2006 | 2007 | 2012 |
| ---- | ---- | ---- | ---- | ---- | ---- | ---- | ---- | ---- |
| 107  | 103  | 82   | 91   | 118  | 142  | 151  | 152  | 156  |

| 2017 | 2022 | - | - | - | - | - | - | - |
| ---- | ---- | - | - | - | - | - | - | - |
| 181  | 179  | - | - | - | - | - | - | - |

### Manifestations culturelles et festivités
- Repas offert par la commune le 14 juillet (mais parfois le 13) aux habitants et à leurs invités.
- Association « Vantoux à tout va » créée en août 2008 : elle organise vide-greniers et autres manifestations (Halloween, fête des sapins...), rénove le patrimoine communal.

## Économie
- Six exploitations[Quand ?] agricoles (polyculture élevage, aviculture, apiculture[28], sapins de Noël).
- Terrains constructibles disponibles (lotissement 13 parcelles).
- Commerces et services dans la commune limitrophe (Bucey-lès-Gy).

## Culture locale et patrimoine

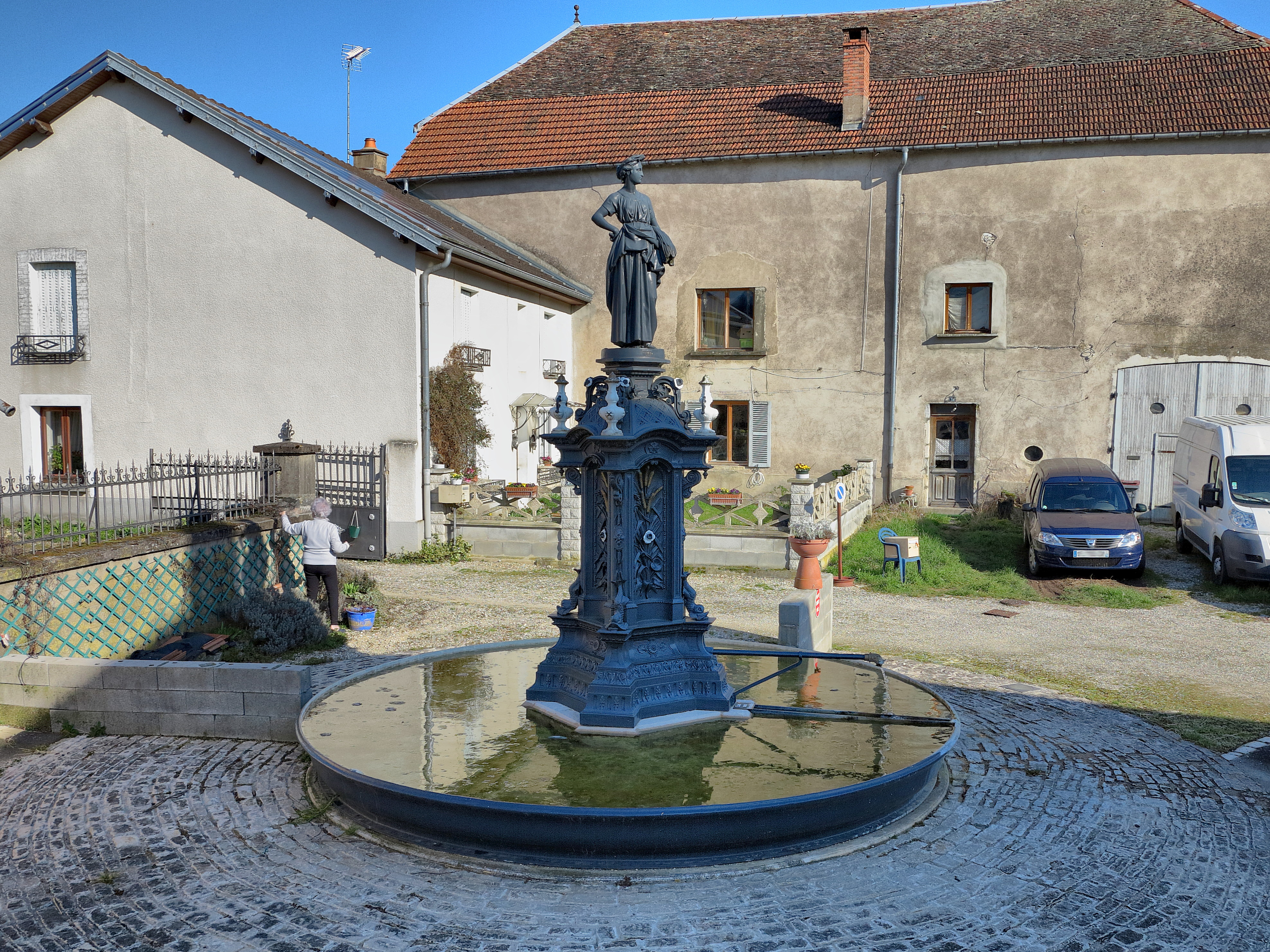
La fontaine Cérès.

### Lieux et monuments
- Mairie-lavoir du XIXe siècle ;
- Lavoir de Longevelle ;
- Fontaines monumentales ;
- Vestiges préhistoriques et protohistoriques : trace d'ateliers de taille paléolithiques et néolithiques[réf. nécessaire] ; four polynésien du Bronze final accompagné de restes mobiliers (céramique, os brûlés, bois de cerf) ; tumuli. (Voir plus haut la section « Histoire »).